# Lilija Amarfij

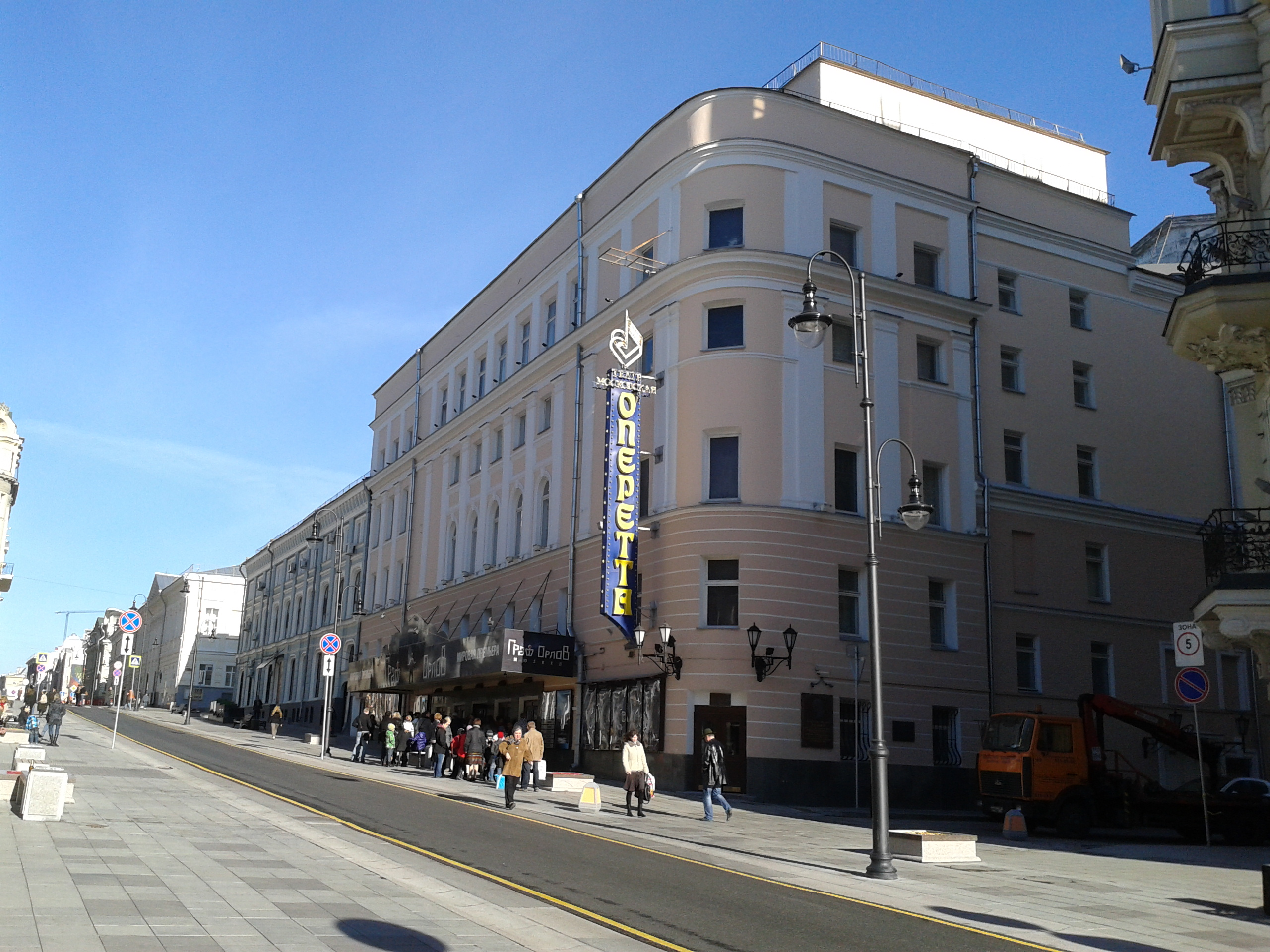
Moskiewski Teatr Operetki

Lilija Amarfij, ros. Лилия Яковлевна Амарфий (ur. 8 listopada 1949 w Orgiejowie, Mołdawska SRR, zm. 28 września 2010 w Moskwie) – radziecka i rosyjska aktorka operetki, solistka Moskiewskiego Teatru Operetki; Zasłużona Artystka RFSRR (1983), Ludowa Artystka Federacji Rosyjskiej (1998). 
Pochowana na Cmentarzu Trojekurowskim w Moskwie.